# David Theile
David Theile AO (* 17. Januar 1938 in Maryborough) ist ein australischer Chirurg und ehemaliger Schwimmer.
Bei den Olympischen Spielen 1956 in Melbourne und bei den Olympischen Spielen 1960 in Rom wurde er über 100 m Rücken jeweils Olympiasieger. Außerdem gewann er bei den Spielen in Rom mit der Lagenstaffel der Australier die Silbermedaille.
Nachdem der internationale Schwimmverband nach den Olympischen Spielen bekanntgab, dass die 100 m Rücken im Wettkampfprogramm gegen die 200 m Rücken ausgetauscht werden sollten, beendete Theile seine Karriere. Im Jahr 1968 wurde er in die Ruhmeshalle des internationalen Schwimmsports aufgenommen. 1985 erfolgte seine Aufnahme in die Sport Australia Hall of Fame.
Theile, der nach dem sportlichen Karriereende eine medizinische Laufbahn eingeschlagen hat, wurde 1997 für seine Verdienste um die Chirurgie zum Officer des Order of Australia ernannt.